# جک بوتل
جک بوتل (انگلیسی: Jack Buetel; ۵ سپتامبر ۱۹۱۵ – ۲۷ ژوئن ۱۹۸۹) هنرپیشه اهل ایالات متحده آمریکا بود.
از فیلم‌ها یا برنامه‌های تلویزیونی که وی در آن نقش داشته‌است می‌توان به یاغی اشاره کرد.